# Caccobius aterrimus
Caccobius aterrimus là một loài bọ cánh cứng trong họ Bọ hung (Scarabaeidae).